# 振込
振込（ふりこみ）とは、送金方法の一種であり、金融機関に開設された預貯金口座に宛てて、金銭を払い込むことである。なお、自分の管理する預金口座の間で資金を移し変える取引は、振替（ふりかえ）と言い区別される。家族間の口座などでも行われるが、異名義の場合は受け付けない金融機関もある。
振込や、口座振替による支払い契約という決済サービスは日本や西ヨーロッパにおいて一般的であるが、アメリカ等では小切手送付による（日本の郵便為替、並送金に相当）送金方法が一般的である。

## 振込の手段
通常、国内の民間金融機関の営業窓口においてはすべて、全国の宛て先金融機関と口座番号、受取人名を指定した振込を申し込める。現金のほか、預金や手形・小切手類も代り金に充当できる。なお、他行払の手形や小切手は通常、取立て後送金取組をするので、申し込み当日中には相手方に振込まれない。

### 自動機振込
ほとんどの金融機関でATMによる振込が可能である。振込依頼書の提出に代えて、自動機に金額・宛て先金融機関・口座番号・受取人を入力する。通常、依頼人のキャッシュカードを挿入し、代り金（かわりきん。振込資金）と手数料を依頼者の預金口座から支払うが、預金者でなくとも直接現金を機械に入金して振込依頼できる金融機関、カードローンカードによる振込が可能な金融機関もある。自動機振込の場合、金額と宛て先口座番号の入力後に相手先のオンライン照会が行われ、宛て先口座および受取人の真正が画面に表示されてから取引決定でき、便利である。但し相手先や時間帯によってはオンライン照会が行われないことがあり、いずれの場合も振込内容の指定の誤りに注意が必要である。

### 通信端末による振込
預金口座を開設し、電話取引やインターネットバンキングを契約する事により、電話やインターネット接続端末を用いて振込を行うことができる。金融機関によっては通信取引でも自動機振込同様のオンライン照会機能が備わるが、同様に振込内容の指定の誤りに注意が必要である。この様な取引は事業者向けにも提供され、インターネット取引のほか、NTTデータのANSER-PC等の専用通信網を利用しての振込・総合振込・振替を行える。磁気テープやフロッピーディスクなどに特定のフォーマット（書式）で記録されたデータを提出（主に給与振込に使われる）する大口取引、予約取引（総合振込）もある。オンライントレードや通信販売などの送金手段として使われるネットデビットサービスや、主に公共料金・サービスなどの支払に使われるペイジーも振込と類似している。

## 振込の種類

### 電信扱
電信扱（でんしんあつかい）とは、主に全銀内国為替システムを通し、電子的に振込・取立の取組が処理されるもので、営業日の15時までの間に依頼が行われたものは当日中に（即時に）入金が完了する。なお金融機関が取組を行う最終時限はこれより繰り下がる。また、一部の銀行の無人取引サービスにおいては15時以降も指定時間まで、または24時間体制で、即日の振込が可能である。
振込人として入力できる文字数には制限があり、さらに受取人に通知される文字数ならびに通帳に表示される文字数は、相手先金融機関の定めるところによる。一般に預貯金通帳の預入金額に隣り合う空隙に13文字程度が表示されるが、改行を行い最大30文字の表示に対応している。字数のほか、文字入力には一定の表記法があり、促音（ッャュョ等）は小文字を使わず大文字（ツヤユヨ等）を使うことや、濁点（゛）・半濁点（゜）も独立した1文字として入力するほか、株式会社は“カ”、財団法人は“サ゛イ”など、会社・団体名は略記により表記する。この場合、略記した当該名と固有名称とのあいだに略記を包む括弧を置き、文頭および文末に出た括弧を省略する。
この表記法により、次のような表記となる。
カ）トウキヨウシヨウシ゛ 【株式会社東京商事】の場合
オオサカコウキ゛ヨウ（カ 【大阪工業株式会社】の場合
サツホ゜ロシヨクヒン（カ）ナコ゛ヤ（エイ 【札幌食品株式会社名古屋営業所】の場合
なお、全銀システム加入以降のゆうちょ銀行の振替口座、通常貯金、通常貯蓄貯金に関しては、原則、
カフ゛シキカ゛イシヤ　トウキヨウシヨウシ゛ 【株式会社東京商事】の場合
オオサカコウキ゛ヨウ　カフ゛シキカ゛イシヤ 【大阪工業株式会社】の場合
サツホ゜ロシヨクヒン　カフ゛シキカ゛イシヤ　ナコ゛ヤ　エイキ゛ヨウシヨ 【札幌食品株式会社名古屋営業所】の場合
のようなカナ表記登録（半括弧に相当する部分はスペース1文字分が挿入される）がされた（先だって、個人名義を含むすべての振替口座利用者および法人名義の通常貯金利用者に対して、葉書で、全銀システム用に読替された口座番号と共に、カナ表記も併せて通知された）。なお、名義人が直営店の窓口ないしは郵便局の貯金窓口で修正登録（振替口座の場合は「振替異動届書」の提出、通常貯金・通常貯蓄貯金の場合は「氏名変更届出書」の提出）を行えば、例えば、「カフ゛シキカ゛イシヤ」を「カ）」の表記に変更することが可能となっている（有限会社や学校法人、支店・営業所等も同様）。

### 文書扱
文書扱（ぶんしょあつかい）とは、振込依頼のデータを媒体（磁気テープなど）に記録し、「磁気テープ交換システム」などを通して金融機関間の決済が行われる方式である。「磁気テープ交換システム」を通して金融機関の間で媒体データをやりとりするため、振込依頼から実際に相手先の口座に着金するまで2営業日から5営業日程度日数が要るものの、取扱手数料が電信扱より廉価なため、給与や配当金などの振込に使われる事が多い。現在ではこの文書扱振込は殆ど取扱を停止している。

### 手数料
振込に際して手数料が徴される場合、その金額は概ね100円（ATMによる本支店宛振込） - 1000円（窓口による他の金融機関宛振込）程度である。窓口とATMあるいは通信取引、現金とキャッシュカード、本支店宛と他行宛などで金額が異なる。
一部の金融機関は、個人預金者が自動化手段を用いて行う自行（一部の銀行はグループ銀行を含む）本支店宛振込を一律に無料としている。
- SMBC信託銀行 同行ATM（現金振込を含む）・インターネット・電話による振込
- 三菱UFJ銀行 インターネット・電話（オペレータ扱を除く）による振込
- 三井住友信託銀行 同社ATM（キャッシュカード使用）・インターネット・電話による振込
- スルガ銀行 同行ATM（キャッシュカード使用）・インターネットによる振込
- りそな銀行、埼玉りそな銀行、ソニー銀行、関西みらい銀行 インターネット・電話による振込
- SBI新生銀行、楽天銀行、住信SBIネット銀行（個人口座のみ）、auじぶん銀行、大和ネクスト銀行 インターネットによる振込
- イオン銀行 同行ATM（キャッシュカード使用）・インターネットによる振込
- セブン銀行ATM（キャッシュカード使用）・インターネットによる振込

公金・授業料等一定の料金を指定の出納場所から専用の依頼書で振り込む場合や、各金融機関が指定する口座への寄付金、災害義援金などの振込の場合、無手数料（場合によっては受取人負担のケースや、ATMやインターネットバンキングでは手数料免除の対象外となるケースもある）とすることがある。

#### 振込通帳
金融機関によっては、個別の受取書に係る印紙税の節税およびATM振込の利便性向上のため、振込通帳（または「振込明細帳」「振込利用帳」などの名称）をATM（振込操作時）や窓口にて発行している。

#### 振込カード
振込通帳のほか、振込カード（振込券）をATMでの操作時に発行する金融機関もある。振込カードはキャッシュカードと同サイズの紙製カードで、表面に振込先口座・受取人名を表示し、裏面に磁気登録されている。相手先の入力に代え、カードの挿入で振込操作ができ、便利に利用できる。通常、新規の振込取引完了時に同時発行となるが、京葉銀行のように振込カード使用時に手数料を割安に定める金融機関もある。カードに依頼人の電話番号も登録する形式であるため、番号が変更になった場合は作り直しとなる。

#### 振込登録
また、キャッシュカードによる振込時に（あるいは窓口で）振込先を登録し、次回振込時、より簡便に振込先を指定できる金融機関もある。最近では一部金融機関で、ICキャッシュカードのIC部分を登録に利用している。ただし有効期限のあるカードやクレジット一体型の場合は、差替カードにデータを移行できないため、切替後に再度の登録を要する。

### 本人確認法の適用
資金洗浄に加えて犯罪・テロ行為に関わる資金供給の防止・捕捉対策を求める国際的要請に応え、2007年（平成19年）1月4日に本人確認法（現・犯罪による収益の移転防止に関する法律）施行令が改正された。これにより新たに、送金に伴う現金受払いが10万円を超える場合、その都度従来の口座開設時に準じた本人確認を行う事が義務付けられた。また、代り金を本人確認を経ていない口座から引落す場合も同様である。このため、本人確認を経ることのない（本人確認が事実上困難である）ATMによる現金振込については上限額が10万円と定められる事となった（ただし1回の上限額であり、振込手数料が回数分かかるが10万円ごとに分割して本人確認を経ることなく振込を行う（50万円なら5回に分ける）ことは可能である）。
なお、本人確認を経た預貯金口座の顧客が行う取引は対象外であり、口座引落やキャッシュカード取引による振込は、本人確認を経ている口座である限り、従来通りの取扱となった（なお、本人確認法施行以前に開設され、本人確認を経ていない口座については現金振込と同様な扱いとなり、上限額が10万円に制限される。ただし金融機関によっては、本人確認を経ていない口座の場合でも振込ができない場合がある）。あわせて、他の金融機関のカードによる10万円を超える振込の際、ATM提供金融機関がカード発行金融機関に対し、都度本人確認の済否の照会を行う（未済の時には取引を行わない）ことが義務付けられる。

## 振替
振替（ふりかえ）は、自分の管理する口座同士で資金を移し替える事。

### 具体例
一例とすれば普通・貯蓄・定期・積立などの預貯金口座、当座・通知・外貨などの預金口座や、公共債・投資信託・金地金・金融債の保護預かり口座の間で資金を移動する用途で使われる。

#### ゆうちょ銀行の場合
ゆうちょ銀行では、通常貯金から指定日に定期貯金・定額貯金へ振替預入を行うオート定期・オート定額や、金融機関と同じく通常貯蓄貯金との間で相互に振替（入出金）を行うスイングサービスが有る。この他に、異名義間の振替が可能な金融機関であれば、会社（個人事業者の屋号付口座など）・社内預金・家族などの口座間でも可能である。

### 自動振替
電話料金・電力料金・水道料金など各種公共料金や、NHKの受信料・クレジットカード・分割払いの代金など、月ごとに発生する支払いについて、自分の管理する口座から電話会社や電力会社、水道局、NHK等に自動的に振り込まれるようにする場合がある。これは自動振替(いわゆる、引落)と呼ばれる。また、金融機関によっては、月謝や家賃などを指定した口座に、自分の口座から毎月一定額を自動送金するサービスもある。

## 国際為替
海外への送金は、外国為替取扱店の指定を受けた金融機関の店舗と一部の郵便局で可能である。
なお、依頼人口座および受取人口座双方が日本国内の金融機関であっても、日本円以外の通貨で送金する場合は、基本的には外国宛に送金あるいは外国からの送金受取に準じた方法を利用する。

### 外国送金
海外送金は、外国の金融機関に対して行われるものであり、電信扱いの場合、最短で当日中に先方口座（A国 → B国・B国 → A国）に着金される。なお、少額の送金でも数千円の手数料がかかるのが一般的である。ただし、フィンテックの発展により、Wise に代表される低手数料海外送金サービスも登場している。

## 預金保険
振込・振替等に関する金銭も預金保険上の預金債権にあたり、他の預金債権と含めて計算されるので注意が必要である。

## 文献情報
- 「誤振込と相殺・差押え」村田祐（中京法学42巻1・2号2007年（平成19年））誤振込と 相殺・ 差押え (PDF, 213 KB)